# Infraestructura i superestructura
La infraestructura (maquinària o base) i la superestructura són un parell de conceptes filosòfics desenvolupats per Karl Marx i Friedrich Engels i utilitzades pel marxisme, per distingir les bases essencials de diferents ordres socials. Segons la teoria marxista, la infraestructura és la base material de la societat que determina l'estructura social, el desenvolupament i el canvi social. Inclou les forces productives i les relacions de producció. La superestructura en depèn, és a dir, el conjunt d'elements no materials que condicionen la vida social, com ara: les formes jurídiques, polítiques, artístiques, filosòfiques i religioses d'un moment històric concret. Els aspectes estructurals es refereixen a l'organització mateixa de la societat, les regles que vinculen als seus membres, i la forma d'organitzar la producció de béns.

## La infraestructura
És el factor fonamental del procés històric i determina –en última instància– el desenvolupament i canvi social; dit d'una altra manera, quan canvia la infraestructura, canvia el conjunt de la societat (les relacions socials, el poder, les institucions i la resta d'elements de la superestructura). Per cert, això no és automàtic, ni mecànic, ni instantani, sinó que és un factor que tendeix a establir gradualment condicions d'irreversibilitat en cada temps històric.
La componen els mitjans de producció (recursos naturals més mitjans tècnics) i la força del treball (els treballadors). Junts constitueixen les forces productives, que estaran controlades i de vegades frenades per les relacions de producció (els vincles socials que s'estableixen entre les persones a partir de la manera en què aquestes es vinculen amb les forces productives, com ara les classes socials).
La infraestructura es refereix al que són les condicions de producció (clima, recursos naturals), les forces productives (eines, màquines) i les relacions de producció (classe, la dominació, l'alienació, salari…).

## La superestructura
La tesi bàsica del materialisme històric és que la superestructura (en alemany: Überbau) depèn de les condicions econòmiques en què viu cada societat, dels mitjans i forces productives (infraestructura). La superestructura no té una història pròpia, independent, sinó que es desenvolupa en funció dels interessos de classe dels grups (classes dominants) que l'han creat. Els canvis en la superestructura són conseqüència dels canvis en la infraestructura. Aquesta teoria té importants conseqüències:
La superestructura són el conjunt d'idees en una societat, és a dir, els elements no materials com ara les institucions polítiques, lleis, religió, pensament filosofia i bons costums
Segons la teoria, la base determina la superestructura, però, la relació no és estrictament causal, perquè la superestructura sovint influeix en la base; la influència de la base, però, predomina. En el marxisme ortodox, la base determina la superestructura en una relació d'un sol sentit. No obstant això, en formes més avançades i variacions del pensament marxista diuen que la seva relació no és d'un sol sentit, com afirmen algunes teories que, així com la base influeix en la superestructura, la superestructura també influeix en la base.